# 李津 (光緒進士)
李津（？—？），字海楼，漢軍鑲藍旗人，清朝政治人物、同進士出身。
同治丁卯科举人，光緒九年（1883年），参加癸未科殿試，登進士三甲124名。同年五月，著交吏部掣签分发各省，后任广西昭平县知县，戊子科广西乡试同考官。